# سرجان كريم
سرجان كريم (بالمقدونية: Срѓан Керим) (ولد في 12 ديسمبر 1948 في سكوبيه في جمهورية مقدونيا) هو دبلوماسي واقتصادي ووزير الخارجية المقدوني سابقًا ورئيس الجمعية العامة للأمم المتحدة في دورتها 62.